# Grigor Jeghiasarjan
Grigor Jeghiasarjan (auch Grigor Yeghiazaryan und Grigor Eghiazari Eghiazaryan, armenisch Գրիգոր Եղիազարյան, russisch Григорий Егиазарович Егиазарян Grigori Jegiasarowitsch Jegiasarjan ; * 8. Dezemberjul. / 21. Dezember 1908greg. in Blur, Gouvernement Eriwan, Russisches Kaiserreich, heute Türkei; † 4. November 1988 in Jerewan, Armenische SSR, Sowjetunion) war ein sowjetischer Komponist und Musikpädagoge armenischer Herkunft.

## Leben und Werk
Grigor Jeghiasarjan wuchs im Dorf Blur in der Ujesd Surmali auf. Später zog er mit seiner Familie nach Jerewan. In den Wirren nach dem Ersten Weltkrieg verlor er seine Familie und wurde Waise. In dieser schweren Zeit entdeckte er für sich die Musik. Im Moskauer Konservatorium erhielt er grundlegenden Unterricht in Musiktheorie, später in Komposition. Einer seiner Lehrer war Nikolai Jakowlewitsch Mjaskowski. Jeghiasarjan wurde 1935 am Konservatorium graduiert. Von 1936 bis 1938 unterrichtete er an der Musikhochschule in Leninakan. 1938 ging er nach Jerewan, wo er an der Musikschule und am Konservatorium unterrichtete. Er leitete Kompositionsklassen. 1939 veröffentlichte er eine Rhapsodie für Orchester, 1942 das sinfonische Gedicht Armenija und 1943 ein Violinkonzert. 1952 veröffentlichte er das sinfonische Bild К восходу солнца [Bei Sonnenaufgang]. Von 1952 bis 1955 war er Vorsitzender der Vereinigung der armenischen Komponisten. Von 1954 bis 1960 war er Leiter des Staatlichen Konservatoriums Jerewan. Das Ballett  Севан [Sewan] veröffentlichte er 1955 in Jerewan. Er wurde 1959 zum Professor ernannt. 1960 erschien die Sinfonie Раздан [Hrasdan]. 1961 erhielt er den Ehrentitel Volkskünstler der armenischen SSR verliehen. 1970 erhielt er den Staatspreis der armenischen SSR. Im selben Jahr veröffentlichte er in Jerewan das Ballett Озеро грез [See der Träume]. 1972 folgte das Ballett Ара Прекрасный и Семирамида  [Ara der Schöne und Semiramis]. 1977 erhielt er den Ehrentitel Volkskünstler der UdSSR. Zu seinen Schülern zählten Aleksandr Adschemjan, Emin Aristakesjan, Grigor Hachinjan (1926–1991), Edgar Howhannisjan, Geghuni Tschittschjan (* 1929), Martun Israjeljan (* 1938) und Wahram Babajan 
(* 1948).
Jeghiasarjan schrieb des Weiteren Klavierstücke, Chöre, Romanzen und Lieder sowie Musik fürs Theater und Filmmusik.

## Rezeption
Vom 5. bis 9. März 2018 fand in Jerewan das  9th Armenian Composers’ Art Festival [9. Kunstfestival armenischer Komponisten] statt. Es war Grigor Jeghiasarjan gewidmet, dessen Geburtstag sich zum 110. Mal jährte, und diverse Werke aus seiner Hand wurden aufgeführt.